# Szubszonikus sebesség
Technikai jelző, latinosan képzett szó, tükörfordítás szerint hang alatti a jelentése.
Főleg repülőgépeknél használják, a hangsebesség, vagyis 1 Mach alatti sebességtartomány megjelölésére.
A gázokban mozgó testek - és az áramló gázok - viselkedése jelentősen függ a mozgás sebességétől, különösen az adott közegben jellemző rezgésterjedési sebesség közelében.
A hangsebesség közeli és feletti áramlási viszonyok jelentősen eltérő szerkezeti és formai követelményeket támasztanak a repülőeszközökkel szemben, mint a kis sebességű változatoknál, ezért szükséges a külön elnevezés.
A hangsebesség feletti sebességre képes repülőgépeket szuperszonikusnak nevezik, a Mach 5 sebesség túllépésére képes kísérleti gépeket a hiperszonikus jelzővel illetik.
A hangsebesség körüli sebességtartomány neve: transzszonikus.